# 圣热朗-克鲁瓦桑韦克
圣热朗-克鲁瓦桑韦克（法語：Saint-Gérand-Croixanvec，法語發音：[sɛ̃ ʒeʁɑ̃ kʁwasɑ̃vɛk]）是法国莫尔比昂省的一个市镇，属于蓬蒂维区。该市镇于2022年由原市镇圣热朗和克鲁瓦桑韦克合并而成。

## 地理
圣热朗-克鲁瓦桑韦克（48°6'36"N, 2°53'24"W）面积24.14 平方千米，位于法国布列塔尼大區莫尔比昂省，该省份为法国西北部沿海省份，位于布列塔尼半岛南部，北起阿摩尔滨海省、西接菲尼斯泰尔省，南濒大西洋，东南接大西洋卢瓦尔省，东临伊勒-维莱讷省。
与圣热朗-克鲁瓦桑韦克接壤的市镇（或旧市镇、城区）包括：凯尔格里斯特、讷利亚克、努瓦亚勒蓬蒂维、盖尔塔斯、圣戈纳里、埃蒙斯图瓦尔。
圣热朗-克鲁瓦桑韦克的时区为UTC+01:00、UTC+02:00（夏令时）。

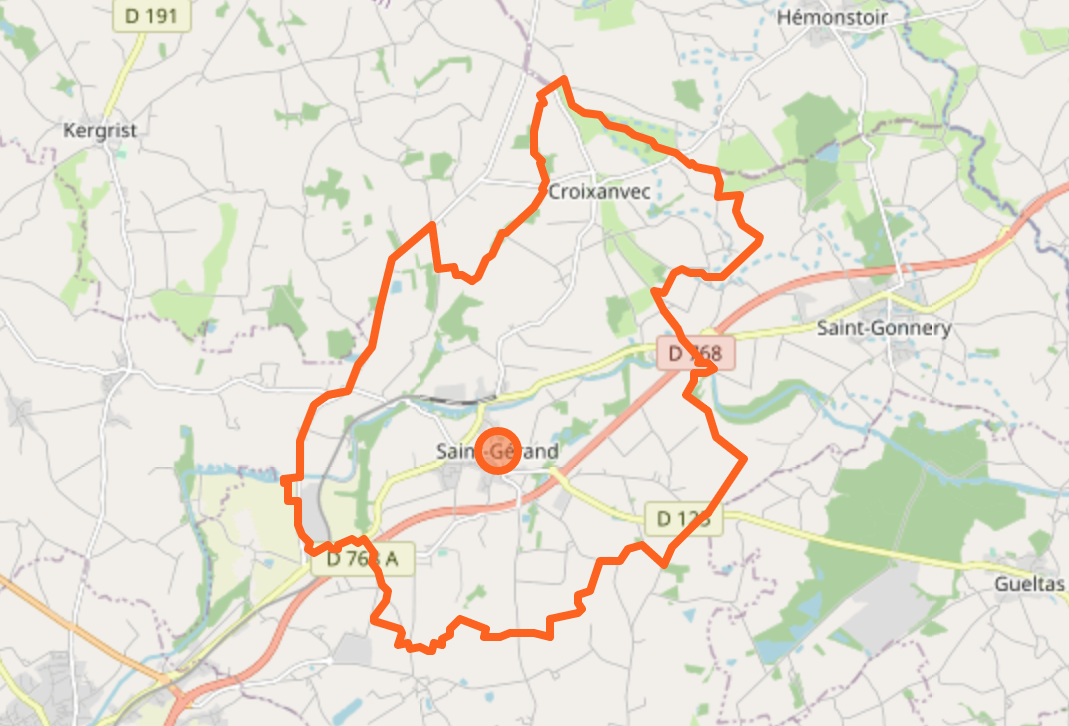
圣热朗-克鲁瓦桑韦克的OSM定位图

## 行政
圣热朗-克鲁瓦桑韦克的邮政编码为56920，INSEE市镇编码为56213。

## 政治
圣热朗-克鲁瓦桑韦克所属的省级选区为蓬蒂维县。

## 人口
圣热朗-克鲁瓦桑韦克于2022年1月1日时的人口数量为1309人。